# Frangivento

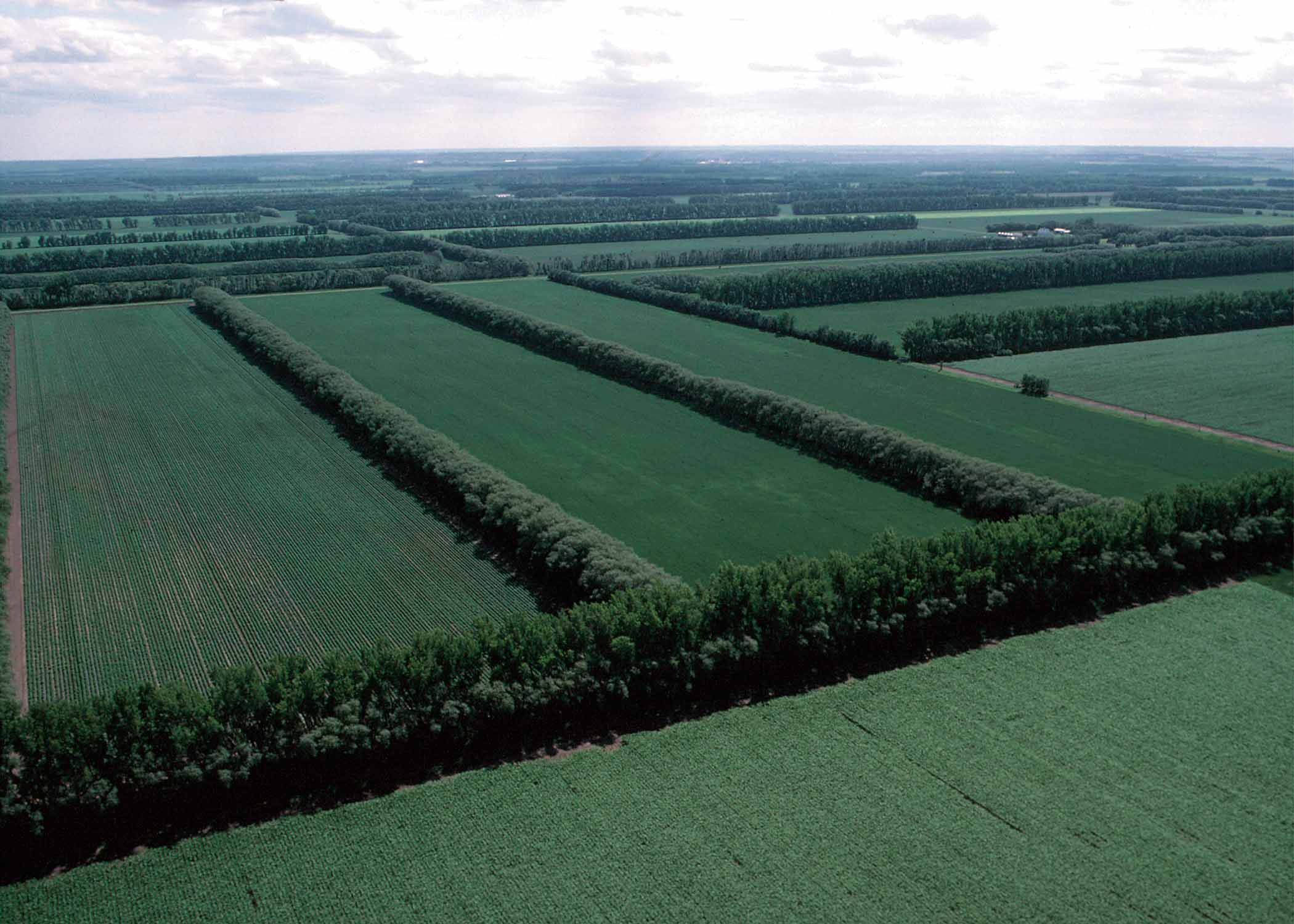
Frangivento nel North Dakota

Il frangivento o frangivento vivo o quinta arborea è l'insieme di alberi e/o arbusti disposti secondo una particolare sistemazione "a filare" atta a riparare le coltivazioni dal vento. Il frangivento è chiamato anche cintura di riparo arborea.

## Struttura

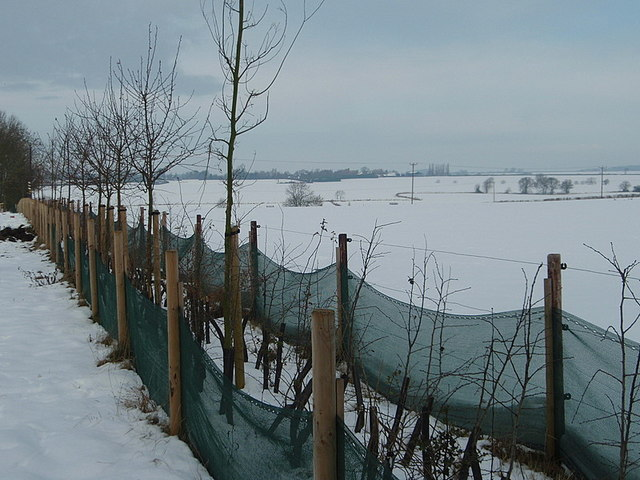
Frangivento in Inghilterra supportato da un telo

Disposti come una muraglia, gli arbusti arrestano l'urto violento dei venti e riducendone la velocità proteggono il terreno per una distanza pari a 10 volte l'altezza della pianta.
Utilizzare gli arbusti come barriera protettiva contro la forza dei venti è probabilmente una tecnica utilizzata fin dall'antichità quando i coltivatori, imitando la natura, si ingegnavano in più modi per utilizzare la vegetazione a proprio vantaggio. La lunghezza dei frangivento può arrivare anche a diversi chilometri e può fungere anche da recinto per intere aree coltivate o appena arate il cui terreno friabile verrebbe facilmente portato via dal vento.
Le piante utilizzate possono essere vive o morte e montate a formare una barriera tramite l'utilizzo di pannelli di legno o strutture metalliche. L'intera struttura deve essere posta in posizione trasversale alla direzione del vento e deve risultare almeno semi-impermeabile. Da solo, il frangivento di solito non risolve interamente i problemi dovuti all'azione del vento e spesso tali strutture vengono supportate dalla piantumazione progettuale di ulteriori arbusti o alberi.

## Piante utilizzate
Le piante frangivento dovrebbero essere sempreverdi, essere a rapida crescita, rustiche e, se necessario, resistenti alla salsedine. Dovrebbero inoltre avere un apparato radicale robusto per evitare di essere sradicate. Piante adatte allo scopo sono ad es.: l'eucalipto (Eucalyptus camaldulensis), il cipresso dell'Arizona (Cupressus arizonica), il × Cupressocyparis leylandii, la Cryptomeria japonica.
In Italia, tra gli alberi frangivento si segnala l'ulivo cipressino, (Olea europea) una cultivar di olivo usata in Sardegna e chiamata, appunto, "frangivento" od olivo di Pietrafitta.